# OGLE-2005-BLG-390L
OGLE-2005-BLG-390L – gwiazda o typie spektralnym M (czerwony karzeł), oddalona od Ziemi o około 28 tys. lat świetlnych (6600 ± 1000) pc), o masie około 0,22 masy Słońca.
Wokół gwiazdy krąży planeta OGLE-2005-BLG-390L b, odkryta 10 sierpnia 2005 roku przez międzynarodową kolaborację Probing Lensing Anomalies NETwork, przy współpracy z polskim projektem OGLE.